# Éric Perrot
Éric Perrot (Bourg-Saint-Maurice, 29 juni 2001) is een Frans biatleet. Zijn vader is de Franse biatleet Franck Perrot en zijn moeder de Noorse biatlete Tone Marit Oftedal.

## Carrière
Bij de jeugd won Perrot brons op de jeugd wereldkampioenschappen 2020 in Lenzerheide. Een jaar later won hij zilver op de Wereldkampioenschappen biatlon junioren 2021 in Obertilliach op de achtervolging en goud in de estafette samen met Oscar Lombardot, Sebastien Mahon en Émilien Claude.
Op 19 maart 2021 maakte Perrot zijn debuut in de wereldbeker in de 10 km sprint in Östersund, waar hij 76ste werd. Zijn eerste wereldbeker punten sprokkelde hij op 11 december in Hochfilzen met een 36ste plaats in de 12,5 km achtervolging. Ook stond hij in het seizoen 2021/2022 voor het eerst op een wereldbekerpodium, samen met Fabien Claude, Émilien Jacquelin en Quentin Fillon Maillet werd hij derde in de 4×7,5 km estafette in Kontiolahti. Het seizoen 2022/2023 behaalde Perrot zijn eerste wereldbeker als deel van de Franse estafetteploeg, behaalde hij samen met Lou Jeanmonnot, Caroline Colombo en Fabien Claude een eerste plaats in de gemengde estafette in Nové Město na Moravě. Ook veroverde Perrot dat seizoen zijn eerste individuele podium, op 12 maart werd hij derde op de 15 km massastart in Östersund.
Op de de Wereldkampioenschappen biatlon in Nové Město na Moravě won Perrot goud in de 4 × 6 km gemengde estafette samen met Quentin Fillon Maillet, Justine Braisaz-Bouchet en Julia Simon. Ook behaalde hij in 2024 zijn eerste zege in de wereldbeker door in Soldier Hollow de 10 km sprint te winnen. 

## Resultaten

### Wereldkampioenschappen
| Jaar | Plaats               | Onderdeel   | Onderdeel | Onderdeel     | Onderdeel  | Onderdeel | Onderdeel          | Onderdeel                 |
| Jaar | Plaats               | Individueel | Sprint    | Achtervolging | Massastart | Estafette | Gemengde estafette | Single gemengde estafette |
| ---- | -------------------- | ----------- | --------- | ------------- | ---------- | --------- | ------------------ | ------------------------- |
| 2023 | Oberhof              | 32e         | 49e       | 32e           | –          | –         | –                  | –                         |
| 2024 | Nové Město na Moravě | 8e          | 4e        | 14e           | 9e         | Brons     | Goud               | –                         |

### Wereldkampioenschappen junioren
| Jaar | Plaats       | Onderdeel   | Onderdeel | Onderdeel     | Onderdeel |
| Jaar | Plaats       | Individueel | Sprint    | Achtervolging | Estafette |
| ---- | ------------ | ----------- | --------- | ------------- | --------- |
| 2021 | Obertilliach | 8e          | 5e        | Zilver        | Goud      |

## Wereldbeker
Eindklasseringen
| Seizoen   | Algemeen | Individueel | Sprint | Achtervolging | Massastart |
| --------- | -------- | ----------- | ------ | ------------- | ---------- |
| 2020/2021 | –        | –           | –      | –             | –          |
| 2021/2022 | 68e      | –           | 61e    | 70e           | –          |
| 2022/2023 | 34e      | 13e         | 49e    | 48e           | 26e        |
| 2023/2024 | 11e      | 11e         | 11e    | 11e           | 21e        |

Wereldbekerzeges
| Nr.         | Datum        | Plaats               | Onderdeel          |
| Individueel | Individueel  | Individueel          | Individueel        |
| ----------- | ------------ | -------------------- | ------------------ |
| 1.          | 9 maart 2024 | Soldier Hollow       | 10 km sprint       |
| Estafette   |              |                      |                    |
| 1.          | 5 maart 2023 | Nové Město na Moravě | Gemengde estafette |